# Lucien Louis Daniel
Lucien Louis Daniel (La Dorée,1856 — 1940) foi um botânico francês.
Foi o fundador da "Sociedade Bretã de Botânica"   e várias revistas científicas. Criou por enxertia várias novas espécies de plantas, destacando-se uma couve forrageira, e diferentes variedades de feijões.

## Publicações
- Recherches anatomiques et physiologiques sur les bractées de l'involucre des Composées. Paris: G. Masson, 1890, in-8°, 107 p.;
- Liste des champignons basidiomycètes récoltés jusqu'à ce jour dans le département de la Mayenne. Angers : Germain e G. Grassin, 1892, in-8°, 76 p. ;
- Recherches historiques sur les botanistes mayennais et leurs travaux, ... Première partie. Notice sur J.-B. Denis Bucquet, suivie de la Topographie médicale de la ville de Laval de cet auteur. Angers : Germain e G. Grassin, 1893, in-8° , 122 p.  ;
- Contribution à l'étude de la Flore de la Mayenne,... . Paris : J. Lechevalier, 1894, in-8°, 10 p. ;
- Influence du sujet sur la postérité du greffon... Le Mans : impr. de E. Monnoyer, 1895, in-8° ;
- Recherches anatomiques sur les greffes herbacées et ligneuses, ... Rennes : impr. de F. Simon, 1896, in-8°, 104 p.  ;
- Les Variations spécifiques dans la greffe ou hybridation asexuelle, rapport présenté à la Société régionale de viticulture de Lyon. Congresso da hibridação da vinha, ocorrido num hotel da cidade de, nos dias  15 e 17  de novembro de  1901. Lyon : impr. de P. Legendre,1902, in-8°, 95 p., fig. ;
- Observations sur la greffe de quelques composées... Paris : secretariado da Associação, (1904), in-8°, extraido dos  Comptes rendus de l'Association française pour l'avancement des sciences. Congresso de Angers. 1903 ;
- La Question phylloxérique, le greffage et la crise viticole, ... Prefácio de Gaston Bonnier Bordeaux, Féret e filhos, 1908 ( registrado em 1911), in-4°, 184 p., fig. e pl., fascículo  II. - Bordeaux impr. de G. Gounouilhou, 1908, fig., pl. Em preto e branco e colorido... ; fascículo III. - 1919 ;
- Sur des variations produites par des équilibres de nutrition,...  Paris, Impr. nationale, 1910, in-8°, 7 p. ;
- Le Greffage. Sa théorie et ses applications rationnelles. Vannes, impr. Latolye frères et Cie ; Paris, Léon Eyrolles, libraire-éditeur, 3, rue Thénard, 1922. In-8, 138 p. Com figuras. Biblioteca de pesquisas e invenções. ;
- Les Plantes médicinales de Bretagne. Rennes, , Impressão da Ouest-Eclair, 1924, in-16, fig. ;
- Etudes sur la greffe. Rennes, impr. de Oberthur, 1927. grand in-8°, 320 p., fig., Rennes, impr. Oberthur. 1930. In-8. ;
- Les Mystères de l'hérédité symbiotique. Points névralgiques scientifiques. Pensées, théories et faits biologiques. Rennes, R. Gobled. (S.M.), (1940) Gr. in-8, 292 p., fig., pl. Em preto e branco e colorido, com fotografias, gráficos e errata. ;
- La Science qui tue. L'infernale chimie de l'alimentation. Rennes, Gobled, 1940. In-16, 35 p., fig.